# 컵 오브 엑셀런스
컵 오브 엑셀런스(Cup of Excellence)는 최고 품질의 생산 커피를 식별하기 위해 여러 국가에서 개최되는, 한 해에 한 번 치러지는 대회이다. 조지 하웰과 수지 스핀들러가 설립한 커피 엑셀런스 연합(Alliance for Coffee Excellence)에 의해 개최된다. 우승한 커피는 인터넷 경매를 통해 판매된다. 이 개념은 국제커피위원회(International Coffee Organization, ICO)의 Gourmet Coffee Project에 의해 개발되었다.
대회는 1999년 처음 시작되었다. 2020년까지 브라질, 콜롬비아, 페루, 엘살바도르, 코스타리카, 니카라과, 과테말라, 온두라스, 멕시코, 부룬디, 에티오피아, 르완다에서 개최되었다.